# Каябу
Каябу (порт. Caiabu)  —  муниципалитет в Бразилии, входит в штат Сан-Паулу. Составная часть мезорегиона Президенти-Пруденти. Входит в экономико-статистический  микрорегион Президенти-Пруденти. Население составляет 4242 человека на 2006 год. Занимает площадь 251,949 км². Плотность населения — 16,8 чел./км².

## История
Город основан 1 января 1955 года. 

## Статистика
- Валовой внутренний продукт на 2003 составляет 35.693.870,00 реалов (данные: Бразильский институт географии и статистики).
- Валовой внутренний продукт на душу населения на 2003 составляет 8.567,90 реалов (данные: Бразильский институт географии и статистики).
- Индекс развития человеческого потенциала на 2000 составляет 0,779 (данные: Программа развития ООН).

## География
Климат местности: субтропический. В соответствии с классификацией Кёппена, климат относится к категории Cfb.